# Pavel Rafailovič Bermondt-Avalov
Pavel Rafailovič Bermondt-Avalov (in russo Па́вел Рафаи́лович Бе́рмондт-Ава́лов?; Tbilisi, 4 marzo 1877 – New York, 27 gennaio 1974) è stato un generale e scrittore russo.

## Biografia

### Primi anni
Bermondt-Avalov nacque a Tbilisi (nell'attuale Georgia), adottando come secondo cognome Avalov (Avalishvili) quello del padre adottivo, il principe Mikhail Avalishvili. Ricevuta una formazione musicale entrò nel 1906 nei Cosacchi dell'Ussuri dopo essere stato in precedenza direttore di banda nei Cosacchi del Transbaikal; entrato in un reggimento di lancieri nel 1909 fu promosso capitano nel 1914.
In questi anni pubblicò alcuni romanzi di carattere patriottico e militare, spesso ispirati alle leggende del medioevo russo oppure ai romanzi romantici del 1800, nei quali rispecchiò le sue idee politiche, conservatrici e zariste, impregnate di un focoso amore per la nobiltà. Durante la prima guerra mondiale fu impegnato in battaglia contro i tedeschi in Masuria e in Lituania, venendo promosso tenente colonnello già nel 1916.

### Guerra civile
Profondamente legato allo zar e nemico dei bolscevichi, entrò nell'Armata Bianca, venendo nominato dal generale Kornilov, capo delle forze controrivoluzionarie, capo militare dei distretti baltici col grado di maggior generale. Qui sostenne un'ampia politica di propaganda delle idee lealiste, trovando un vasto seguito tra i tedeschi baltici e la nobiltà di Curlandia e Livonia, radunando un esercito di 50.000 uomini (anche se pare che i soldati effettivamente combattenti fossero circa 20.000) contro i comunisti. Si alleò inoltre con il capo del movimento monarchico baltico tedesco, il generale Rüdiger von der Goltz, con il quale attuò la formazione di un'Armata dei volontari delle province occidentali, detta anche armata dei Bermontiani, un'armata bianca che fu attiva in Samogizia, Curlandia, Livonia ed Estonia e che si alleò spesso con i capi nazionalisti locali, pure nemici dei sovietici, e in particolare con gli eserciti lettone ed estone, dei quali Bermondt-Avalov divenne uno dei capi.
L'Armata arrivò persino a battere una propria moneta, una sorta di marco parallelo, per un valore complessivo di 10 milioni. Le banconote, in tagli da 1, 5, 10 e 50 marchi, stampate in lingua russa e in lingua tedesca, erano controfirmate dallo stesso Bermondt-Avalov.
I suoi obbiettivi, tuttavia, confliggevano con quelli dei nazionalisti baltici che miravano all'indipendenza dei loro territori dall'Impero che Avalov voleva ricostruire e che inoltre erano di sentimenti repubblicani. Perso anche l'appoggio dei polacchi, il principe lasciò l'Armata bianca e ne disperse i membri.
Tutte queste operazioni gli valsero alla fine, una fama da avventuriero analoga a quella del Generale Bulak-Balakovich.

### Dopoguerra
Pavel Bermondt-Avalov emigrò dopo la fine della guerra civile nell'Europa occidentale dove scrisse un libro di memorie. Dal 1921 visse in Germania dove fu coinvolto in alcuni movimenti di destra. Simpatizzante del nascente nazionalsocialismo, riuscì a fondare un movimento politico-militare nel 1933, chiamato "Partito nazionalsocialista russo" (formato principalmente da russi anticomunisti), resosi noto per aver combattuto nelle strade tedesche assieme alle Sturmabteilung. Tuttavia, la vita sregolata di Pavel, il suo carattere arrogante, la sua dipendenza da cocaina e da morfina e soprattutto il furto di 8000 reichsmark (a scopo di trasferirli al suo movimento) lo portarono a venir imprigionato e deportato proprio dai nazisti nel 1936. Si stabilì in seguito a Belgrado per riparare infine negli Stati Uniti dove morì nel 1974 a New York.